# Antonio Panzeri
Pier Antonio Panzeri, detto Antonio (Riviera d'Adda, 6 giugno 1955), è un sindacalista e politico italiano, europarlamentare dal 2004 al 2019.

## Biografia
Antonio Panzeri nasce a Riviera d'Adda (BG). Impegnato nel sindacato, è stato segretario generale della Camera del Lavoro di Milano dal 1995 al 2003, responsabile delle politiche per l'Europa dal 2003 al 2004 della Cgil e membro della direzione nazionale dei Democratici di Sinistra.
Dal 1997 al 2003 è stato presidente dell'associazione culturale "Archivio del lavoro". In qualità di responsabile delle politiche europee della Cgil approfondisce le tematiche relative all'allargamento dell'Unione Europea a 25 Paesi, con particolare attenzione ai temi del lavoro, delle condizioni sociali, dei diritti fondamentali dei cittadini.

### Parlamento europeo
Nel 2004 alla sua prima legislatura al Parlamento europeo è stato eletto per la lista Uniti nell'Ulivo nella circoscrizione nord-ovest, ricevendo 105 000 preferenze. Dal 2004 al 2009 presso l'Europarlamento ha ricoperto le seguenti cariche: Vice presidente commissione occupazione e affari sociali; membro supplente della Commissione per il mercato interno e la protezione dei consumatori; membro della Delegazione per le relazioni con gli Stati Uniti; membro della Delegazione per le relazioni con il Giappone.
In questi anni ha sviluppato le proprie competenze in materia di problemi economici, di occupazione e lavoro e di bisogni sociali. Riconfermato nel 2009 è stato presidente della Delegazione per le Relazioni con i paesi del Maghreb; ha ricoperto anche questi incarichi: membro Commissione Affari esteri (AFET); membro sostituto Commissione Mercato interno (IMCO); membro sostituto delegazione per le relazioni con i paesi del Sud-Est Asiatico (ASEAN).
Nel 2014 si ricandida alle Elezioni europee con il PD nella circoscrizione del Nord-Ovest. Con 77.102 voti è il quinto della Circoscrizione Nord Ovest ed è eletto. Panzeri, che si trova alla sua terza legislatura presso il Parlamento Europeo, ricopre i seguenti incarichi: presidente Sottocommissione per i diritti umani (DROI); membro della Conferenza dei presidenti di commissione (CPCO); membro della Commissione per gli affari esteri (AFET); membro della Delegazione per le relazioni con i paesi del Maghreb e l'Unione del Maghreb arabo (DMAG); membro sostituto della Commissione per i bilanci (BUDG); membro sostituto della Delegazione all'Assemblea parlamentare dell'Unione per il Mediterraneo (DMED).

#### Dal PD ad Articolo 1
Nell'aprile 2017 lascia il PD per unirsi ad Articolo 1 - Movimento Democratico e Progressista. In occasione dell'assemblea nazionale svoltasi a Roma il 3 dicembre 2017, Panzeri aderisce alla lista elettorale "Liberi e Uguali" che unisce Articolo 1, Sinistra Italiana e Possibile sotto la guida del presidente del Senato Pietro Grasso.

### Fondatore e presidente di "Fight Impunity"
Nel 2019 Panzeri ha fondato "Fight Impunity", una ONG in difesa dei diritti umani, e da allora ne è il presidente.

## Procedimenti giudiziari

### Arresto per corruzione
Il 9 dicembre 2022 Panzeri viene arrestato a Bruxelles nell'ambito di un'inchiesta delle autorità inquirenti belghe su casi di corruzione presso il Parlamento europeo volti a favorire gli interessi qatarioti.
Al contempo vengono arrestate a Bergamo la moglie Maria Colleoni, 67 anni, e la figlia Silvia, 38 anni, in base ad un mandato di arresto europeo emesso dall'autorità giudiziaria belga.
Arrestata e condotta nel carcere di San Vittore dalla Guardia di Finanza su richiesta della magistratura belga anche Maria Rossana Bellini - commercialista della famiglia di Antonio Panzeri, ragioniera con studio ad Opera nella cintura milanese, ex assessore al bilancio di Pieve Emanuele, titolare di numerosissimi incarichi in enti statali e partecipate, componente del collegio sindacale, tra le altre, di Milano Sport, dell'APOLF (Agenzia per la formazione, l'orientamento e il lavoro) di Milano, Area Sud, Fidas, Eni Fuel, BEA (Brianza Energia Ambiente) - presunto anello di congiunzione fra Antonio Panzeri e Francesco Giorgi e accusata di associazione per delinquere, corruzione e riciclaggio. Nel febbraio 2023 la Bellini è stata scarcerata ma le è stato imposto il divieto di espatrio.
Intanto il 17 gennaio Panzeri patteggiava con la giustizia belga una pena ridotta a un anno di reclusione in cambio delle sue confessioni. Agli arresti domiciliari dal 6 aprile, il 29 settembre dello stesso anno Panzeri torna in libertà condizionata: non potrà lasciare il Belgio e avere contatti con altri indagati.

## Opere
Ha pubblicato una serie di libri con la casa editrice Jaca Book, tra i quali ricordiamo i seguenti titoli:
- Il lavoratore fuori garanzia. Solitudini e responsabilità di una società avanzata. Una attenta analisi dei cambiamenti che interessano il mercato del lavoro e dei rischi ed opportunità che ne derivano (2003).
- Le tre Europe dei diritti. Per una corresponsabile integrazione europea, una ampia ricognizione utile a comprendere di quale Europa c'è bisogno (maggio 2004).
- La democrazia economica (settembre 2004).
- Nuovi lavori, flexicurity e rappresentanza politica, con F. Di Nardo (giugno 2008).